# Generaal der Artillerie
Generaal der Artillerie (Duits: General der Artillerie) was een rang in het Pruisische leger, het Duitse keizerlijke leger en de Wehrmacht, het leger van nazi-Duitsland. Een generaal der Cavalerie was het equivalent van een drie-sterrengeneraal in het Britse leger en het Amerikaanse leger.  Hij voerde het bevel over een korps of een leger.  Hij was hoger in rang dan een luitenant-generaal en lager dan een kolonel-generaal, een rang die in het Nederlandse leger niet voorkomt.
De eerste Pruisische generaal der Artillerie was Christian Nicolaus von Linger (1669-1755). In 1984 overleed de in 1942 tot generaal der Artillerie bevorderde Maximilian Fretter-Pico als laatste Duitse generaal der Artillerie.
Generaals werden in Duitsland altijd met hun wapen in verband gebracht, zo was er een
- Generaal der Cavalerie (Duits: General der Kavalerie)
- Generaal der Infanterie (Duits: General der Infanterie)

Het Derde Rijk breidde de rangen uit met een
- Generaal der Pantsertroepen (General der Panzertruppe)
- Generaal der Genie-troepen (General der Pioniere)
- Generaal der Verbindingstroepen (General der Nachschubtruppe)
- Generaal der Bergtroepen (General der Gebirgstruppe)
- Generaal der Parachutisten (General der Fallschirmtruppe)

## Bundeswehr
In de Bundeswehr, het huidige Duitse leger, bestaat deze dienstgraad niet meer.

## Generaals der Artillerie van de Wehrmacht
| Naam                           | Geboortejaar | Overlijdensjaar | Benoeming  | Opmerking                                                   |
| ------------------------------ | ------------ | --------------- | ---------- | ----------------------------------------------------------- |
| Alexander Andrae               | 1888         | 1979            | 01-04-1945 | was eerst General der Flieger van 01-07-1941 tot 31-05-1943 |
| Maximilian de Angelis          | 1889         | 1974            | 01-03-1942 |                                                             |
| Paul Bader                     | 1883         | 1971            | 01-07-1941 |                                                             |
| Karl Becker                    | 1879         | 1940            | 01-10-1936 |                                                             |
| Hans Behlendorff               | 1889         | 1961            | 17-12-1941 |                                                             |
| Wilhelm Berlin                 | 1889         | 1987            | 20-10-1944 |                                                             |
| Friedrich von Bötticher        | 1881         | 1967            | 01-09-1940 |                                                             |
| Friedrich von Cochenhausen     | 1879         | 1946            | 01-12-1940 |                                                             |
| Eduard Crasemann               | 1891         | 1950            | 20-04-1945 |                                                             |
| Karl Eberth                    | 1877         | 1952            | 01-12-1942 |                                                             |
| Theodor Endres                 | 1876         | 1956            | 01-01-1943 |                                                             |
| Erwin Engelbrecht              | 1891         | 1964            | 01-09-1942 |                                                             |
| Maximilian Felzmann            | 1894         | 1962            | 01-01-1945 |                                                             |
| Maximilian Fretter-Pico        | 1892         | 1984            | 01-06-1942 |                                                             |
| Curt Gallenkamp                | 1890         | 1958            | 01-04-1942 |                                                             |
| Christian Hansen               | 1885         | 1972            | 01-06-1940 |                                                             |
| Walter Hartmann                | 1891         | 1977            | 01-05-1944 |                                                             |
| Friedrich-Wilhelm Hauck        | 1897         | 1979            | 20-04-1945 |                                                             |
| Ernst-Eberhard Hell            | 1887         | 1973            | 01-02-1942 |                                                             |
| Kurz Herzog                    | 1889         | 1948            | 01-07-1942 |                                                             |
| Kurt Jahn                      | 1892         | 1948            | 01-10-1944 |                                                             |
| Walter Keiner                  | 1890         | 1978            | 01-01-1943 |                                                             |
| Emil Leeb                      | 1881         | 1969            | 01-04-1939 |                                                             |
| Fritz Lindemann                | 1890         | 1944            | 01-12-1943 |                                                             |
| Herbert Loch                   | 1886         | 1976            | 01-10-1941 |                                                             |
| Walter Lucht                   | 1882         | 1949            | 01-10-1943 |                                                             |
| Erich Marcks                   | 1891         | 1944            | 01-10-1942 |                                                             |
| Anton Reichard von Mauchenheim | 1896         | 1961            | 01-03-1945 |                                                             |
| Horst von Mellenthin           | 1898         | 1977            | 16-03-1945 |                                                             |
| Heinrich Meyer-Bürdorf         | 1888         | 1971            | 20-04-1945 |                                                             |
| Willi Moser                    | 1887         | 1946            | 01-12-1942 |                                                             |
| Herbert Osterkamp              | 1894         | 1959            | 01-06-1943 |                                                             |
| Max Pfeffer                    | 1883         | 1955            | 01-12-1942 |                                                             |
| Georg Pfeiffer                 | 1890         | 1944            | 20-05-1944 |                                                             |
| Friedrich von Rabenau          | 1884         | 1945            | 01-09-1940 |                                                             |
| Rudolf Freiherr von Roman      | 1893         | 1970            | 01-11-1942 |                                                             |
| Walther von Seydlitz-Kurzbach  | 1888         | 1976            | 01-06-1942 |                                                             |
| Hermann Ritter von Speck       | 1888         | 1940            | 01-06-1940 | Op 17-10-1940 postuum met terugwerkende kracht verleend     |
| Siegfried Thomaschki           | 1894         | 1967            | 01-03-1945 |                                                             |
| Alfred von Vollard-Bockelberg  | 1874         | 1945            | 01-10-1933 |                                                             |
| Kurt Waeger                    | 1893         | 1952            | 01-10-1944 |                                                             |
| Eduard Wagner                  | 1894         | 1944            | 01-08-1943 |                                                             |
| Walter Warlimont               | 1894         | 1976            | 01-04-1944 |                                                             |
| Helmuth Weidling               | 1891         | 1955            | 01-01-1944 |                                                             |
| Rolf Wuthmann                  | 1893         | 1977            | 01-02-1944 |                                                             |
| Heinz Ziegler                  | 1894         | 1972            | 01-01-1944 |                                                             |